# Cantoni di Fort-de-France
Fort-de-France, la capitale della Martinica, è suddivisa in dieci cantoni.
Tutti e dieci i cantoni comprendono una parte della città in sovrimpressione, senza comprendere altri comuni.